# 亳州站
亳州站位于中华人民共和国安徽省亳州市谯城区芍花路，建于1988年，于1992年10月2日启用。伴随京九铁路电气化工程，2009年5月，由铁道部和亳州市共同出资对亳州站进行了改扩建，原有站房被拆除，原址新建的站房于2010年1月1日开始办理客运业务，5月18日正式完工，现站房为仿汉建筑，总面积9574㎡，站台采用无柱雨棚设计。该站距北京西站751公里，距常平站1564公里，上下行均为电气化区间，办理客货运业务。

## 旅客列车目的地
目前在亳州站停靠的旅客列车终到站分布如下：
| 列车所属路局   | 目的地                                                       |
| -------------- | ------------------------------------------------------------ |
| 北京铁路局     | 北京西、杭州、深圳、深圳东、石家庄、天津                     |
| 哈尔滨铁路局   | 昆明、哈尔滨西、東莞東、齊齊哈爾                             |
| 济南铁路局     | 济南、昆明、南宁、青岛、深圳东、烟台                         |
| 兰州铁路局     | 兰州、深圳东                                                 |
| 南昌铁路局     | 北京西、赣州、南昌、青岛、厦门                               |
| 上海铁路局     | 安庆、北京西、阜阳、合肥、黄山、宁波、太原、蘇州、温州、上海 |
| 沈阳铁路局     | 长春、三亞、南宁、深圳、沈阳北                               |
| 太原铁路局     | 大同、广州白云                                               |
| 呼和浩特铁路局 | 深圳東                                                       |
| 烏魯木齊铁路局 | 杭州、烏魯木齊                                               |
| 西安铁路局     | 杭州、西安、南通                                             |
| 郑州铁路局     | 福州、杭州、洛阳、温州、厦门北、郑州                         |